# آگاتو

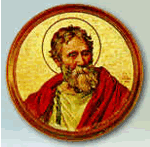

پاپ آگاتو (به انگلیسی: Agatho) یکی از پاپ‌های کلیسای کاتولیک رم بود که در سیسیل به دنیا آمد و از ۶۷۸ تا ۶۸۱ میلادی پاپ بود.